# Tycho Muda
Tycho Muda (ur. 14 sierpnia 1988 r. w Amsterdamie) – holenderski wioślarz.

## Osiągnięcia
- Mistrzostwa Świata Juniorów – Amsterdam 2006 – czwórka bez sternika – 7. miejsce[1].
- Mistrzostwa Świata U-23 – Glasgow 2007 – czwórka bez sternika wagi lekkiej – 4. miejsce[1].
- Mistrzostwa Świata U-23 – Račice 2009 – dwójka bez sternika wagi lekkiej – 2. miejsce[1].
- Mistrzostwa Świata – Poznań 2009 – czwórka bez sternika wagi lekkiej – 6. miejsce[1].
- Mistrzostwa Europy – Montemor-o-Velho 2010 – czwórka bez sternika wagi lekkiej – 9. miejsce[1].